# Кокаби, Омид
Омид Кокаби (перс. امید کوکبی‎; род. 1982, Гомбеде-Кавус, Мазендеран) — иранский физик-экспериментатор по лазерам из Техасского университета в Остине, арестованный в Иране после возвращения из США, чтобы навестить свою семью 30 января 2011 года. Первоначально ему было предъявлено обвинение в «сговоре против национальной безопасности». Однако позже, после снятия с него основных обвинений, предстал перед судом за «связь с враждебным правительством США» и «нелегальные заработки». Несмотря на отрицания предъявленных ему обвинений, был приговорён к десяти годам тюремного заключения.
В сентябре 2013 года Американское физическое общество объявило Кокаби одним из лауреатов премии имени Андрея Сахарова 2014 года за «его смелость в отказе использовать свои знания физики для работы над проектами, которые он считал вредными для человечества перед лицом крайних физических и психологических испытаний».
В ноябре 2013 года Amnesty International опубликовала публичное заявление, в котором объявила Кокаби «узником совести, задержанным исключительно за его отказ работать над военными проектами в Иране и в результате ложных обвинений, связанных с его законными научными связями с академическими учреждениями за пределами Ирана». В этом заявлении Amnesty International потребовала «его немедленного и безоговорочного освобождения».
В октябре 2014 года Американская ассоциация содействия развитию науки (AAAS) наградила Кокаби премией 2014 года «за его мужественную позицию и готовность терпеть тюремное заключение, а не нарушать свою моральную позицию, согласно которой его научный опыт не должен использоваться в деструктивных целях».
Находясь в тюрьме, Омид перевел на персидский «Атлас прав человека» Эндрю Фэгана. Персидский перевод был опубликован в виде одноименной книги иранским издателем Арманшахром в апреле 2015 года до освобождения Омида. Он был распространен и доступен для общественности в Иране. В августе 2016 года после пяти лет заключения Омид был освобожден условно досрочно.

## Биография
Родился в семье иранских туркмен, в 2000 году поступил в Технологический университет имени Шарифа и закончил двойную программу бакалавриата по прикладной физике и машиностроению. В 2007 году отправился в Испанию, чтобы получить степень магистра фотоники в Политехническом университете Каталонии в Институте фотонных наук ICFO в Барселоне. Начал свою докторскую диссертацию в Техасском университете в Остине в 2010 году и на тот момент опубликовал более двадцати совместных статей, в том числе семь публикаций для журналов.
Во время зимних каникул 2011 года Омид поехал в Иран, чтобы навестить свою семью. Там был арестован в международном аэропорту Имама Хомейни на обратном пути в США в феврале 2011 года и помещен в одиночную камеру на 36 дней после ареста. В открытом письме Омид заявил, что власти пытались добиться от него сотрудничества в иранской ядерной программе, угрожая ему и его семье.
После 15 месяцев содержания под стражей без суда и переноса двух судебных процессов в июле и октябре 2011 года Омид предстал перед судом в Тегеране 13 мая 2012 года. По словам его адвоката Саида Халили, ему было предъявлено обвинение в связях с враждебной страной в лице США и получении незаконные средства. Он присутствовал на судебном процессе перед судьей Аболкасемом Салавати с группой из 10-15 человек на одном заседании по коллективному обвинению в сотрудничестве с израильскими властями. В то время как другие заключенные признали себя виновными, Кокаби последовательно отрицал все обвинения и не выступал в суде. Его приговорили к 10 годам лишения свободы. Приговор был подтвержден в апелляционном суде 19 августа 2012 года.
Несколько физических ассоциаций, в том числе Американское физическое общество, Общество оптики и фотоники, Оптическое общество Америки и Европейское оптическое общество, подали протесты против его тюремного заключения. В открытых письмах верховному лидеру Ирана аятолле Али Хаменеи отмечается, что Омид не был политически активен и не был связан ни с каким политическим движением в Иране. Однако его считали экспертом в области лазерных технологий, и, как указано в новостной статье Nature, этот опыт мог привести к попытке запугать его и заставить работать в иранской ядерной программе в области лазерного разделения изотопов.
В июле 2013 года в Барселоне (где Омид Кокаби получил степень магистра) состоялась встреча под названием «Знания в тюрьме: почему в тюрьмах мира сидят сотни учёных?». Дискуссию организовал отдел науки и технологий Ateneu Barcelonès. Дело Кокаби привлекло особое внимание. Бывший президент SPIE Мария Изуэль из Автономного университета Барселоны выступила против того, чтобы в странах учёных держали под контролем, ссылаясь на воспоминания коллег, за которыми следило правительство Франко.
23 сентября 2013 года Американское физическое общество, главное профессиональное сообщество физиков США, объявило, что Омид был выбран соучредителем Премии Андрея Сахарова 2014 года, которая признает выдающееся лидерство ученых, отстаивающих права человека. Его цитировали за «его смелость в отказе использовать свои знания по физике для работы над проектами, которые он считал вредными для человечества, перед лицом чрезвычайного физического и психологического давления».
16 ноября 2013 года Amnesty International спонсировала мероприятие в Вашингтоне, округ Колумбия, под названием «Иран: заставить замолчать ученых и подавить стипендии». Панельная дискуссия была заявлена как диалог о том, как бороться с подавлением академической свободы в Иране; по делу Омида Кокаби. 19 ноября 2013 года Amnesty International опубликовала публичное заявление, в котором объявила Омид Кокаби «узником совести, задержанным исключительно за отказ работать над военными проектами в Иране и в результате ложных обвинений, связанных с его законными научными связями с академическими учреждениями за пределами Ирана». Иран". Этим заявлением Amnesty начала кампанию за его немедленное и безоговорочное освобождение.
27 октября 2014 года Американская ассоциация содействия развитию науки (AAAS), крупнейшая общенаучная ассоциация в мире, выбрала Омида лауреатом Премии научной свободы и ответственности 2014 года «за его мужественную позицию и готовность терпеть тюремное заключение, вместо того, чтобы нарушать его моральную позицию, согласно которой его научные знания не должны использоваться в деструктивных целях».
24 ноября 2015 года Омида перевели в больницу Талегани в Тегеране с камнями в почках. Он был условно-досрочно освобожден 29 августа 2016 года.